# Domsühl
Domsühl (pol. Domasul) – miejscowość i gmina w Niemczech, w kraju związkowym Meklemburgia-Pomorze Przednie, w powiecie Ludwigslust-Parchim, wchodzi w skład Związku Gmin Parchimer Umland.
25 maja 2014 do gminy przyłączono gminę Severin, która stała się automatycznie jej dzielnicą.